# Merophysia baudueri
Merophysia baudueri là một loài bọ cánh cứng trong họ Endomychidae. Loài này được Reitter miêu tả khoa học năm 1877.